# Batalha de Changsha (1941)
A Batalha de Changsha (6 de setembro - 8 de outubro de 1941; chinês tradicional: 第二次長沙會戰) foi a segunda tentativa do Japão de tomar a cidade de Changsha, na China, capital da província de Hunan, como parte da Segunda Guerra Sino-Japonesa.